# Epipocus bifidus
Epipocus bifidus es una especie de coleóptero de la familia Endomychidae.

## Distribución geográfica
Habita en Nicaragua y Costa Rica.